# C2C (xưởng phim)
C2C Co., Ltd. (Nhật: 株式会社C2C Hepburn: Kabushiki-gaisha C2C) là một hãng phim hoạt hình của Nhật Bản có trụ sở tại thành phố Nishitōkyō, Tokyo. Công ty được thành lập vào tháng 5 năm 2009 dưới hình thức là một công ty con của Triple A. Tên của công ty là từ viết tắt cho "Challenge To Challenge".

## Tác phẩm

### Anime truyền hình
| Năm  | Tựa đề                                       | Ngày phát sóng | Ngày phát sóng | Đạo diễn          | Số tập | Ghi chú                                                                                         |
| Năm  | Tựa đề                                       | Bắt đầu        | Kết thúc       | Đạo diễn          | Số tập | Ghi chú                                                                                         |
| ---- | -------------------------------------------- | -------------- | -------------- | ----------------- | ------ | ----------------------------------------------------------------------------------------------- |
| 2012 | Yurumates 3D                                 | 3 tháng 4      | 25 tháng 9     | Yuuzumi Yoshihide | 26     | Chuyển thể từ bộ manga 4 khung tranh cùng tên do saxyun sáng tác.                               |
| 2013 | Oneechan ga Kita                             | 8 tháng 1      | 26 tháng 3     | Yuuzumi Yoshihide | 12     | Chuyển thể từ bộ manga 4 khung tranh của Rikō Anzai.                                            |
| 2014 | Go! Go! 575                                  | 9 tháng 1      | 30 tháng 1     | Anzai Takebumi    | 4      | Thuộc một phần của một dự án đa phương tiện do Sega sở hữu. Hợp tác sản xuất với Lay-duce.      |
| 2014 | M3: Sono kuroki hagane                       | 21 tháng 4     | 1 tháng 10     | Sato Junichi      | 24     | Tác phẩm gốc hợp tác sản xuất với Satelight.                                                    |
| 2015 | Aquarion Logos                               | 2 tháng 7      | 27 tháng 12    | Sato Hidezaku     | 26     | Loạt anime truyền hình thứ ba thuộc thương hiệu anime Aquarion. Hợp tác sản xuất với Satelight. |
| 2017 | Tận thế nếu không bận, anh cứu chúng em nhé? | 11 tháng 4     | 27 tháng 6     | Wada Jun'ichi     | 12     | Dựa trên bộ light novel của Kareno Akira. Hợp tác sản xuất với Satelight.                       |
| 2018 | Harukana Receive                             | 6 tháng 7      | 21 tháng 9     | Kubooka Toshiyuki | 12     | Chuyển thể từ bộ manga của Nyoijizai.                                                           |
| 2019 | Hitori bocchi no marumaru seikatsu           | 6 tháng 4      | 22 tháng 6     | Anzai Takebumi    | 12     | Chuyển thể từ bộ manga bốn khung tranh của Katsuwo.                                             |
| 2020 | Shachō, Battle no Jikan Desu!                | 5 tháng 4      | 28 tháng 6     | Hiroki Ikeshita   | 12     | Dựa trên trò chơi nhập vai trực tuyến cùng tên của Kadokawa, Deluxe Games và Preapp Partners.   |
| 2020 | Hành trình của Elaina                        | 2 tháng 10     | 18 tháng 12    | Kubooka Toshiyuki | 12     | Dựa trên bộ light novel của Shiraishi.                                                          |
| 2021 | Tsuki ga michibiku isekai dōchū              | 7 tháng 7      | 22 tháng 9     | Ishihira Shinji   | 12     | Dựa trên light novel của Azumi Kei.                                                             |
| 2021 | PuraOre! Pride of Orange                     | 6 tháng 10     | 22 tháng 12    | Anzai Takebumi    | 12     | Thuộc một phần của một dự án đa phương tiện do CyberAgent và DMM Games đồng sở hữu.             |
| 2022 | Tensei shitara ken eshita                    | 5 tháng 10     | 21 tháng 12    | Ishihira Shinji   | 12     | Dựa trên light novel cùng tên của Tanaka Yuu và LLO.                                            |
| 2023 | Benriya Saitō-san, Isekai ni Iku             | 8 tháng 1      | 26 tháng 3     | Kubooka Toshiyuki | 12     | Chuyển thể từ manga của Ichitomo Kazutomo.                                                      |
| 2023 | Edomae Elf                                   | 7 tháng 4      | 24 tháng 6     | Anzai Takebumi    | 12     | Dựa trên manga của Higuchi Akihiko.                                                             |
| 2023 | Shangri-La Frontier                          | 1 tháng 10     |                | Kubooka Toshiyuki |        | Dựa trên web novel của Katarina.                                                                |

### OVA/ONA
- Yurumates (2012)
- Go! Go! 575: Meippai ni, Hajiketeru? (2014, hợp tác sản xuất với Lay-duce)
- Oneechan ga Kita (2014)
- Tamashichi (2015)
- Tenchi Muyo! Ryo-Ohki 4 (2016–2017, hợp tác sản xuất với AIC)